# Ichneumon seisensis
Ichneumon seisensis är en stekelart som beskrevs av Joseph Kriechbaumer 1893. Ichneumon seisensis ingår i släktet Ichneumon och familjen brokparasitsteklar. Inga underarter finns listade i Catalogue of Life.